# 제리캔

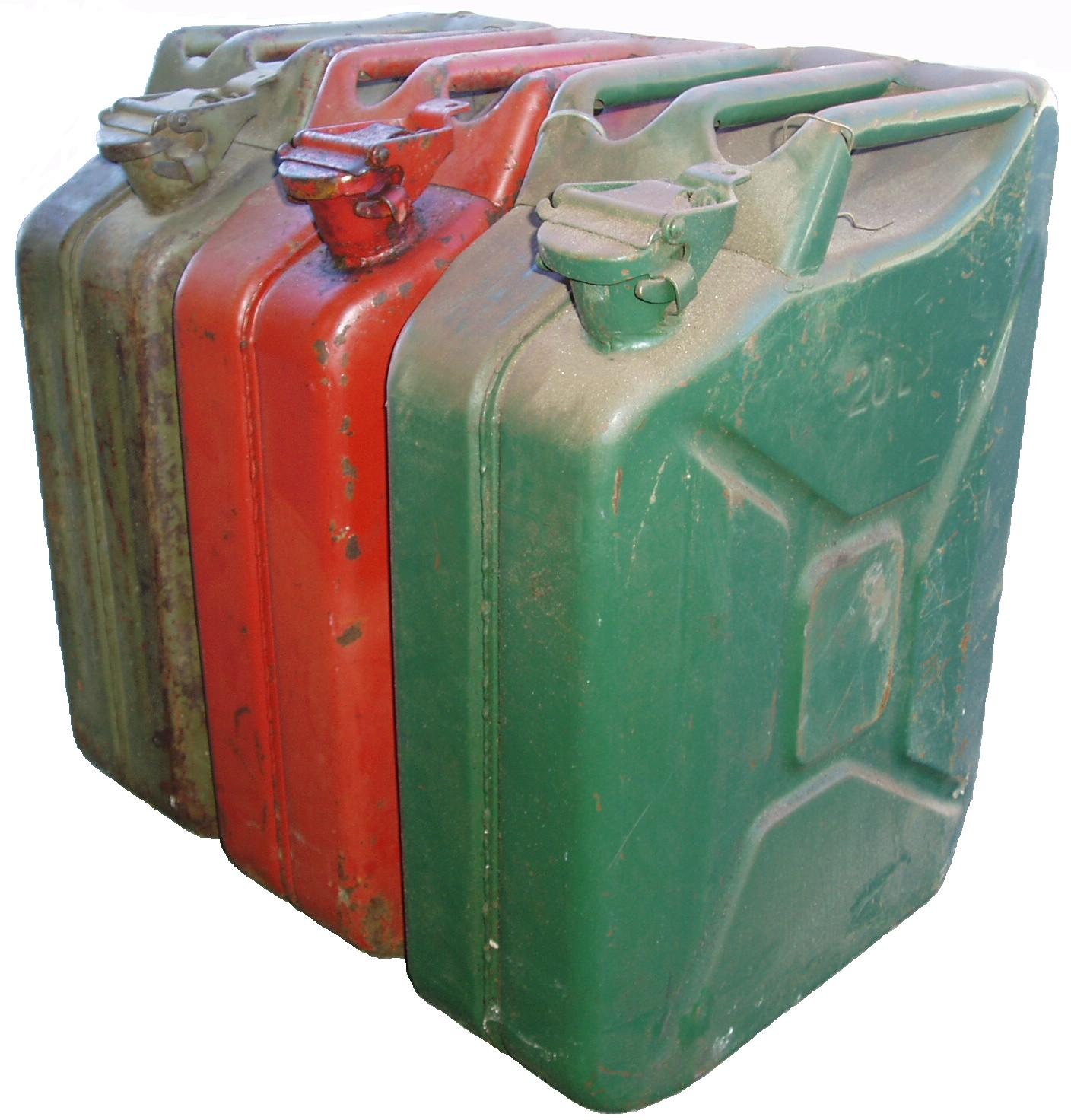
제리캔

제리캔(jerrycan)은 압축 강철(최근에는 고밀도 폴리에틸렌)로 만든 연료 용기이다. 1930년대 독일에서 20리터(4.4 imp gal; 5.3 US gal)의 연료를 담을 수 있는 군용으로 설계되었으며, 제2차 세계 대전 중에 독일과 연합국 모두에서 널리 사용되었다.
제리캔의 개발은 사용하기 위해 도구와 깔때기가 필요했던 이전 디자인에 비해 상당한 개선이었으며 사용 편의성과 견고성을 위한 많은 혁신적인 기능을 포함했다. 오늘날 유사한 디자인이 전 세계적으로 군사 및 민간 분야에서 연료 및 물 용기에 사용된다. 디자인은 일반적으로 원래의 강철 디자인을 모방하지만 일부는 플라스틱으로도 생산된다.

## 역사
'제리캔'이라는 이름은 독일에서 유래되었으며 제리(Jerry)는 독일인을 가리키는 속어이다. 이 디자인은 제2차 세계 대전 중 연합군에 의해 약간의 수정을 거쳐 리버스 엔지니어링된 후 복제되었다.

## 디자인
제리캔은 일반적으로 패키지 손잡이가 있는 둥근 직사각형 단면을 가지고 있다. 대부분 손잡이가 3개 있다. 한 사람이 가벼운 캔을 운반할 때 사용하는 중앙 손잡이, 가득 찬 캔을 들어 올리는 사람을 위한 두 개의 손잡이 또는 두 사람이 운반할 수 있는 두 개의 손잡이이다. 세 개의 손잡이 구성으로 두 개의 빈 제리캔을 한 손에 들고 다닐 수 있다.
캔은 원래 연료 용기로 사용하도록 고안되었지만 캔의 용도는 그 이상으로 확대되었다. 오늘날 캔의 용도는 색상, 부착된 라벨, 때로는 용기 자체에 각인된 라벨로 표시된다. 이는 서로 다른 연료를 혼합하거나 연료에 물을 혼합하여 캔 내용물이 오염되는 것을 방지하기 위한 것이다.
현재 제조업체인 블리츠(Blitz)에 따르면 미국 버전의 제리캔은 군용 사양 MIL-C-1283 F에 의해 보호되며 1940년대 초반부터 여러 미국 제조업체에서 생산했다고 한다. 국가 재고 번호는 7240-00-222-3088이다. 이는 고밀도 폴리에틸렌 버전으로 대체되어 새로운 A-A-59592 B 사양에 의해 더 이상 사용되지 않는 것으로 간주된다.